# Ratisbona (distrito)
Ratisbona é um distrito da Alemanha, na região administrativa de Oberpfalz, estado de Baviera.

## Cidades e Municípios

Cidades e municípios no distrito de Ratisbona

| Cidades                                        | Municípios | |
| ---------------------------------------------- | --- | --- |
| 1. Hemau 2. Neutraubling 3. Wörth an der Donau | 1. Alteglofsheim 2. Altenthann 3. Aufhausen 4. Bach an der Donau 5. Barbing 6. Beratzhausen 7. Bernhardswald 8. Brennberg 9. Brunn 10. Deuerling 11. Donaustauf 12. Duggendorf 13. Hagelstadt 14. Holzheim am Forst 15. Kallmünz 16. Köfering 17. Laaber 18. Lappersdorf 19. Mintraching | 1. Mötzing 2. Nittendorf 3. Obertraubling 4. Pentling 5. Pettendorf 6. Pfakofen 7. Pfatter 8. Pielenhofen 9. Regenstauf 10. Riekofen 11. Schierling 12. Sinzing 13. Sünching 14. Tegernheim 15. Thalmassing 16. Wenzenbach 17. Wiesent 18. Wolfsegg 19. Zeitlarn |